# 89973 Aranyjános
89973 Aranyjános è un asteroide della fascia principale. Scoperto nel 2002, presenta un'orbita caratterizzata da un semiasse maggiore pari a 2,2119491 UA e da un'eccentricità di 0,1441615, inclinata di 5,42773° rispetto all'eclittica.
L'asteroide è dedicato al poeta ungherese János Arany.